# Condado de Lapeer
El condado de Lapeer (en inglés: Lapeer County, Míchigan), fundado en 1822, es uno de los 83 condados del estado estadounidense de Míchigan. En el año 2000 tenía una población de 87.904 habitantes con una densidad poblacional de 52 personas por km². La sede del condado es Lapeer.

## Geografía
Según la Oficina del Censo, el condado tiene un área total de 1717 km² (662,9 mi²), de la cual 1694 km² (654,1 mi²) es tierra y 23 km² (8,9 mi²) es agua.

## Condados adyacentes
- Condado de Sanilac noreste
- Condado de Tuscola noroeste
- Condado de St. Clair este
- Condado de Genesee oeste
- Condado de Macomb sureste
- Condado de Oakland suroeste

## Demografía
En el 2000 la renta per cápita promedia del condado era de $51 717, y el ingreso promedio para una familia era de $57 817. El ingreso per cápita para el condado era de $21 462. En 2000 los hombres tenían un ingreso per cápita de $47 506 frente a los $26 385 que percibían las mujeres. Alrededor del 5,40% de la población estaba bajo el umbral de pobreza nacional.

## Lugares

### Ciudades
- Brown City (parcial)
- Imlay City
- Lapeer

### Villas
- Almont
- Clifford
- Columbiaville
- Dryden
- Metamora
- North Branch
- Otter Lake

### Lugares designados por el censo
- Attica
- Barnes Lake-Millers Lake

### Comunidades no incorporadas
- Burnside
- Elba
- Farmers Creek
- Five Lakes
- Goodland
- Hadley
- Hunters Creek
- Kerr Hill
- Kings Mill
- Lum
- Silverwood
- Thornville

### Municipios
| - Municipio de Almont - Municipio de Arcadia - Municipio de Attica - Municipio de Burlington - Municipio de Burnside | - Municipio de Deerfield - Municipio de Dryden - Municipio de Elba - Municipio de Goodland - Municipio de Hadley | - Municipio de Imlay - Municipio de Lapeer - Municipio de Marathon - Municipio de Mayfield | - Municipio de Metamora - Municipio de North Branch - Municipio de Oregon - Municipio de Rich |

### Principales carreteras
- I-69
- M-24
- M-53
- M-90